# Lluvia fina
Lluvia fina es una novela de Luis Landero, publicada en 2019 por la editorial Tusquets. 
Narra la historia de una familia llena de rencores y problemas del pasado sin resolver. La trama se desencadena a raíz de la sugerencia de uno de los personajes, Gabriel, de reunirse por el octogésimo cumpleaños de su madre. Debido a esa propuesta, el cúmulo de rencores que siempre había estado latente en el seno familiar va emergiendo y haciéndose cada vez más grande. 
Se trata de la novena novela del autor. Está estructurada en dieciséis capítulos que van in crescendo hasta que toda la carga acumulada explota. La idea es llevada a cabo manteniendo siempre la tensión a partir de una excelente graduación en la presentación de la información.
El origen de la obra surge de una noticia real que el autor leyó en el periódico en la que se informaba sobre un encuentro familiar que había terminado en tragedia. A partir de ahí visualizó y desarrolló toda la novela.
En una votación realizada por 60 críticos y escritores, se estableció como la mejor novela en español de 2019. Fue considerado libro del año en Babelia.  

## Historia
Los personajes reconstruyen los hechos del pasado con retoques, omisiones y añadidos convenientes, de forma que no se sabe cuál es la verdad. A su medida, cada uno construye la suya. Los lectores asisten a esa lluvia constante y creciente de reproches que se va convirtiendo en un aluvión irrefrenable de odios reprimidos. Una lluvia sutil que no se nota apenas, que les va empapando de rencor poco a poco y que, cuando quieren darse cuenta, les ha inundado por completo. Es una obra que evidencia el poder de las palabras. “Todos tenemos dentro un montón de palabras que son como fieras enjauladas y hambrientas que están rabiando por salir a la luz”, dice la voz narrativa. 
Todas las historias que cuentan los hermanos y la madre confluyen en Aurora, la esposa de Gabriel, hilándose hábilmente en una red polifónica que reconstruye el retrato familiar. Ella es la persona en la que todos depositan su confianza y con la que se desahogan. Las distintas versiones se irán entretejiendo hasta alcanzar el clímax final.  
"La verdad es cuestión de perspectiva". Landero toma ese mantra para estructurar toda la novela y, de esta forma, intenta hacer dudar de cada relato mostrando las distintas perspectivas de los personajes. Esto hace que el lector esté continuamente en tensión, pues no sabe qué sucedió en realidad, qué es verdad y qué no. Continuamente se arrojan nuevos matices sobre los sucesos que le hacen dudar, hasta encontrarse sin saber realmente qué creer. Incluso los propios personajes han olvidado la verdad, pues los recuerdos y las sensaciones que estos dejaron se entremezclan en el tiempo, formando episodios irreales que se imponen hasta borrar el verdadero suceso. “Lo que el olvido destruye, a veces la memoria lo va reconstruyendo (...) de modo que entonces se da la paradoja de que, cuanto mayor es el olvido, más rico y detallado es también el recuerdo”.
El final resulta ser una lección sobre las complejidades de las relaciones y la mente humana, sobre el valor de las palabras, la mentira y los recuerdos, que pueden distorsionarse con el paso del tiempo. 

## Personajes
Nos encontramos con una novela poliédrica, llena de voces y de relatos. Estos serían los principales personajes que llenan Lluvia fina de palabras.
- Gabriel: el menor de los tres hermanos.
- Aurora: la esposa de Gabriel, "de carácter indulgente y acogedor".[3] El personaje que escucha todas las versiones.
- Andrea: la hermana mediana.
- Sonia: la hermana mayor.
- La madre de los tres hijos: autoritaria, severa y pesimista, hace del ambiente familiar algo hermético y asfixiante después de la muerte del padre.
- Horacio: exmarido de Sonia.

## Cuestiones formales
Luis Landero recurre a una serie de elementos que agilizan la lectura, como la fusión o interposición de diálogos entre diferentes personajes, de forma que los lectores se pueden encontrar con dos conversaciones simultáneas que, sin embargo, se producen en diferentes momentos, de forma que se consigue alcanzar un ritmo más dinámico en la lectura.
De un tono reflexivo, en la obra se hace evidente el dominio del lenguaje del autor.